# Ermita de San Miguel (Albocácer)
La ermita de San Miguel de Albocácer; se encuentra ubicada en el paraje de San Miguel, en el camino de Catí, aproximadamente a unos 6 kilómetros del término municipal de Albocácer, de la comarca del Alto Maestrazgo, en la provincia de Castellón.
Está catalogado como Bien de Relevancia Local, según consta en la Dirección General de Patrimonio Artístico de la Generalidad Valenciana.
Construida en el siglo XVI, con forma rectangular, con pórtico. En su interior y encima de la puerta de entrada hay un altillo, probablemente destinada al coro. En 1599 sufre modificaciones, mientras que en 1602 se pintó el retablo que fue destruido durante la última guerra civil española. Ya en el siglo XX, concretamente, el 11 de mayo de 1980, se procedió a la bendición y colocación de una campana.